# Gillich (Solingen)
Gillich ist eine Ortslage im Stadtteil Aufderhöhe der bergischen Großstadt Solingen. 

## Lage und Beschreibung
Der Ort liegt im am Ende der Gillicher Straße, etwa in Höhe der Einmündung der Straße Holzhof südlich des Aufderhöher Busbahnhofes. Die Gillicher Straße ist in diesem Bereich locker durch einige Wohnhäuser bebaut, das weitere Umfeld des Ortes ist ländlich und teils landwirtschaftlich geprägt. Westlich von Gillich an der Bundesstraße 229 liegt das Krankenhaus Bethanien des Diakonischen Werks Bethanien. Benachbarte Ortslagen sind bzw. waren (von Nord nach West): Aufderhöhe, Schlagbaum, Hensberg, Gillicher Dahl, Holzhof, Schirpenbruch, Oelmühle, Eickenberg, Birkendahl, Teschenhöhe und Josefstal. 

## Geschichte
Gillich entstand vermutlich am Ende des 19. Jahrhunderts auf der Basis eines Einzelhauses entlang der Straße von Aufderhöhe nach Eickenberg. In der Topographischen Karte des Regierungsbezirks Düsseldorf von 1871 ist der Ort noch nicht verzeichnet. Er erscheint erst in der Preußischen Neuaufnahme von 1893 als Gillig benannt sowie in der Karte Stadt- und Landkreis Solingen des Landmessers August Hofacker von 1898 als Gillich benannt. Der Ort gehörte dabei der Stadt Höhscheid an.
Mit der Städtevereinigung zu Groß-Solingen im Jahre 1929 wurde Gillich ein Ortsteil Solingens. Die damalige Schützenstraße, die Verbindungsstraße zwischen Aufderhöhe und Eickenberg, die über Gillich führte, erhielt am 26. April 1935 ihren heutigen Namen Gillicher Straße. Das relativ dünn besiedelte Gebiet des heutigen Stadtteils Aufderhöhe wurde ab der zweiten Hälfte des 20. Jahrhunderts eine der bevorzugten Wohnlagen in Solingen. Begünstigt haben diese Entwicklung die ausreichende Verfügbarkeit von geeignetem Bauland, die im Vergleich zu den übrigen Stadtteilen weniger zerklüftete Topographie sowie die Nähe zu der Anschlussstelle Solingen an die Autobahn 3 bei Landwehr. In den 1950er Jahren begann die durchgehende bauliche Erschließung der Gillicher Straße bis Gillich. Schwerpunktmäßig in den 1960er Jahren entstand dabei nördlich von Gillich ein nahezu geschlossenes Wohngebiet, in dem der Ort teilweise aufgegangen ist. Nach Süden befinden sich allerdings bis heute landwirtschaftlich genutzte Flächen.